# Opostega salaciella
Opostega salaciella – gatunek motyla z rodziny Opostegidae i podrodziny Oposteginae.
Gatunek ten opisany został w 1833 roku przez Georga Friedricha Treitschke jako Elachista salaciella.
Motyl o rozpiętości skrzydeł od 9 do 13 mm. Głowa, nasada czułek i tułów białe. Biczyk czułków jasnobrunatny. Przednie skrzydła białe, bez rysunku, u formy reliquella z niewyraźną, jasnobrunatną przepaską u szczytu. Tylne skrzydła białe do białoszarych. Narządy rozrodcze samców o szerokiej, pozbawionej brzusznego wyrostka walwie, krótkiej brachioli, zaostrzonym gnatosie i rozszerzonej w części dystalnej jukście. Samice mają wydłużony korpus torebki kopulacyjnej z nielicznymi pręcikami na ściankach oraz szerokie wargi pokładełka.
Gąsienice minują liście szczawiu polnego.
Gatunek palearktyczny, znany z Bliskiego Wschodu, Austrii, Białorusi, Belgii, Bośni i Hercegowiny, Bułgarii, Chorwacji, Czech, Danii, Estonii, Finlandii, Francji, Grecji, Hiszpanii, Holandii, Irlandii, Korsyki, Litwy, Łotwy, Macedonii Północnej, Niemiec, Norwegii, Polski, Portugalii, Rumunii, Rosji, Słowacji, Szwecji, Szwajcarii, Węgier, Wielkiej Brytanii i Włoch.